# Ascensión (Stargate)
En las series de televisión de ciencia ficción Stargate SG-1 y Stargate Atlantis, la Ascensión es un proceso por el cual seres lo suficientemente evolucionados pueden abandonar sus cuerpos físicos y vivir eternamente como pura energía en un plano de existencia más elevado de pleno conocimiento y poder.
Es un estado mental, espiritual o evolutivo de iluminación que pueden surgir como resultado directo de lograr un cierto nivel de sabiduría y conocimiento de sí mismo. La Ascensión fue también empleada por los Antiguos como un medio para evitar una serie de cuestiones que amenazaban con la extinción de su especie.
El concepto fue introducido por primera vez en Stargate SG-1 episodio "Maternal Instinct" de la tercera temporada, pero más tarde se convirtió en uno de los temas centrales de la serie, en particular, de la serie hermana Stargate Atlantis. Son el núcleo de ambas series, exploraciones con dualidades, morales y espirituales, de forma recurrentemente filosóficas los temas que hacen a Stargate inusual entre las corrientes pop de ciencia ficción de su época.
En Stargate, uno de los principales motivos que explican en el mundo real los fenómenos o los eventos religiosos (en términos de ficción) que ocurrieron en el pasado. En la historia, una raza extraterrestre llamada "los Antiguos" fueron los primeros en descubrir y estudiar la Ascensión, y, posteriormente, ascendieron hace miles de años.

## Métodos de Ascensión
La Ascensión puede ocurrir de dos maneras: espiritualmente o evolutivamente. En todos los casos, el cuerpo muere físicamente para convertirse en energía (a veces dejando tras de sí la ropa vacía), y subiendo como un arroyo de luz hacia el cielo. Los seres ascendidos tienden a adoptar la forma de una corriente de luz a partir de ese momento. Puede ser usado como un medio para engañar la muerte. Muchas personas han ascendido en el momento de o justo después de la muerte (esto puede deberse a que se requiere una lectura EEG de 0,1 a 0,9 Hz para permitir a la mente de una persona a ascender). El jefe médico de la expedición Atlantis, Carson Beckett, explica que este nivel se ve solamente en pacientes en estado de coma.

### Ascensión Espiritual
Si uno es puro de espíritu (es decir, moralmente bueno), entonces con meditación, a menudo guiada por la sabiduría de monjes que han avocado sus vidas a la búsqueda de la iluminación, puede dar lugar a una Ascensión directa cuando se obtiene completa sabiduría, una mente totalmente abierta, y dejan a un lado los miedos y el apego a las cosas mortales del mundo. Este proceso suele terminar con la muerte, momento en el cual el individuo Asciende, pero también es posible Ascender directamente, mientras aún se sigue con vida (como las personas del episodio "Epiphany" de Stargate Atlantis). En el proceso de Ascensión a través de la meditación, muchos seres obtienen las mismas capacidades sobrenaturales que los usuarios del Resecuenciador de ADN, entre ellas: la telepatía, telekinesis, sentidos superhumanos, supervelocidad y superfuerza, precognición, perfecto estado de salud, la capacidad de autorregenerarse rápidamente, el poder de curar con solo tocar y la habilidad de usar muchas partes de tu mente y centrarlas totalmente en algo.
Un ser ascendido puede ayudar otros seres mortales a ascender. La Antigua Oma Desala, que Daniel Jackson especula fundó los mitos terrestres de la Madre Naturaleza, ayudó a muchos seres a ascender de esta manera, incluso al mismo Daniel. En muchos casos, Oma tuvo que ser convencida por la virtud de la persona para ayudarla a ascender, aunque una vez fue engañada por el Goa'uld Anubis, quien le hizo creer que poseía tal virtud.

### Ascensión Evolutiva
La Ascensión, también puede ser un proceso psíquico, porque, en esencia, los seres Ascendidos son aún estrictamente psíquicos. Un humano que se desarrolle la capacidad de utilizar aproximadamente el 90% de su capacidad cerebral puede aprender a ascender sin grandes problemas. Esto se relaciona con el mito de que la gente usa sólo el 10% de su cerebro, pero algunos han explicado esto no significa que el 90% de las neuronas no hacen nada en todo momento, lo que efectivamente daría 
lugar a Epilepsia en la realidad. Esta forma de Ascensión no requiere ser bueno de corazón.
Los Antiguos, naturalmente, ascendieron llegando a este punto sin la ayuda de la tecnología. Sin embargo, desarrollaron el Resecuenciador de ADN, un dispositivo capaz de hacer a los seres humanos tan avanzados que podían realizar telekinesis, telepatía, el poder de curar con solo tocar, (entre otras habilidades extraordinarias que figuran en la sección anterior) y, finalmente, Ascender (donde todas estas habilidades son un subconjunto del poder de un ser ascendido).
El némesis ascendido de los Antiguos "aunque de la misma raza", son los malvados Ori. No está claro cómo lograron ascender, pero partiendo de la base de su naturaleza egoísta, y de lo avanzado de su tecnología, es seguro asumir que ascendieron a través de evolución, o con tecnología, pero no espiritualmente, ya que este camino sólo está abierto a las personas de buen corazón. Según Merlín, los Ori tenían buenas intenciones al comienzo, 
pero con los poderes que ganaron se corrompieron.

## El Plano Superior
Los planos superiores de existencia en los que residen los seres ascendidos están habitados por diferentes razas Ascendidas, pero los ascendidos más comunes son los Antiguos y los Ori. Estas dos razas extraterrestres son, en realidad, de la misma especie, es decir, "la primera evolución" de los seres humanos, pero se diferencian en sus creencias opuestas y naturaleza de ascensión.

### Reglas
Una de las principales reglas de los seres ascendidos es que no pueden interferir en los asuntos mortales, una norma que a veces se rompe, causando una remoción del estado de Ascendido (lo que generalmente implica la recuperación del cuerpo material, dejando al infractor en algún planeta desnudo y amnésico) o alguna otra forma de castigo de por parte de los demás seres Ascendidos (a menudo llamados "Los Otros"); usualmente, el castigo es infligido en algún mundo mortal en lugar del ser responsable, para mostrarles los efectos de sus acciones.
En general, estas normas son defendidas solo por los Antiguos y los leales a ellos. Tienen la fuerte creencia de que los habitantes del reino mortal tienen libre voluntad (para ascender o no, para matarse los unos a los otros o no, etc), y es su principal regla. Los Ori, por otra parte, tratan de derrocar a los Antiguos de la dominación del reino de los ascendidos, y, por lo tanto, influyen en gran medida sobre el reino mortal para darse más poder a sí mismos.

### Poderes
La Ascensión se describe como "todo el conocimiento y el poder del universo", que es esencialmente un infinito conocimiento (y, finalmente, poder). Sin embargo, estando ascendido, Daniel Jackson declaró que la Ascensión "no hace que uno sepa todo", sino que la capacidad de aprendizaje que el individuo adquiere es infinitamente mayor. Esto puede hacerse porque un ser ascendido no necesita neuronas para almacenar la memoria. RepliCarter trató de descargar el conocimiento de un ser ascendido que se encontraba en el subconsciente de Daniel Jackson, pero encontró que no había suficiente memoria en todo el ejército Replicante para almacenarlo. RepliCarter afirmó que ella y sus hermanos sólo necesitaban tiempo para procesar la información, pero Daniel sostuvo que el conocimiento es más que información, siendo también esta de un nivel de comprensión al que nunca podría llegar debido a su condición de máquina.
El plano de los ascendidos ofrece muchas facultades a sus habitantes, se ha visto a seres Ascendidos ser capaces de cosas milagrosas. Como hacer reaparecer Stargate y grandes estructuras después de su destrucción, alterar el flujo del tiempo (como la cuenta atrás de una bomba), atacar con brillantes esferas de energía, ayudar a otras personas a Ascender, y Des-Ascender a transgresores de sus normas. Tienen un poder general sobre la naturaleza (como causar rayos cuando lo desean), así como utilizar la telepatía.

### Limitaciones de los seres Ascendidos
En el episodio "Arthur's Mantle", Daniel Jackson descifra escritos dejados por el Antiguo MyRdDiN, que es representado en la leyenda de Arturo como el mago Merlín. Fue un Antiguo ascendido que investigaba un medio para derrotar a los Ori, pero los demás querían detenerlo. Para continuar sin que ellos supieran, se  des-ascendió a sí mismo para convertirse de nuevo en un Antiguo, y continuó su investigación en otra dimensión (valiéndose del dispositivo conocido como Manto de Arturo) donde incluso los seres ascendidos no podían alcanzarlo (una vez más demostrando que son seres psíquicos y limitados).
Merlin consiguió crear un arma (el Sangraal) que podía matar a seres ascendidos. Sobre esta arma se crearon los mitos del Santo Grial. Esto ha abierto muchas más posibilidades de derrotar a los Ori, y también sugiere mucho sobre la naturaleza de un ser ascendido (la Ascensión no te convierte en un dios, pero modifica la forma existencia de tal manera que uno tiene más poder). Hasta este episodio, sin embargo, todos los seres ascendidos se consideraban inmortales e invencibles.

## Razones para ascender
En general, la Ascensión puede ser utilizada como una gran maniobra de escape. En el episodio "Abyss", Jack O'Neill se ve atrapado en una fortaleza impenetrable, y Daniel Jackson intenta persuadirlo para intentar la Ascensión como su única salida.
Cósmicamente, la Ascensión parece ser el objetivo final de toda vida, al menos, esta es la opinión de que está empezando a difundirse a través de la Vía Láctea. La Nación Libre Jaffa estuvo a punto de caer en la tentación de unirse a los Ori en su búsqueda de la Ascensión, y las grandes potencias en la Tierra también la están buscando.

## Historia

### Introducción de la Ascensión
La primera aparición de lo que se convertiría más tarde en un fuerte tema recurrente en Stargate SG-1, se produjo cuando los protagonistas del espectáculo, el SG-1, llegan al legendario planeta Kheb, donde se encuentra el Harcesis, descendiente del Señor del Sistema Goa'uld: Apophis y la esposa secuestrada de Daniel Jackson: Sha're. Allí encontraron a un monje que residía en un templo (de estilo budista) en el bosque.
Al no responder a los interrogatorios, y enmascarar su discurso con el Zen koans, Daniel Jackson, el experto lingüista, teólogo y arqueólogo del equipo, decide a sentarse con el monje y aprender acerca de Oma Desala, o la Madre Naturaleza. Se aprende también la manera en que el monje es capaz de avivar un incendio con su mente, y Daniel logra imitar este efecto.
Cuando los Goa'uld encuentran el templo, matan al monje y éste desaparece (Asciende). El cielo se vuelve tormentoso y Daniel, entendiendo lo que sucede, le dice al resto del SG-1 que baje sus armas y permita que los Jaffa abran fuego contra ellos. Cuando lo hacen, un rayo golpea y hace explotar cada una de las Lanza Goa'uld de los Jaffas. La tormenta se desvanece, y volando, zarcillos brillantes de color blanco fluyen tomando al Harcesis y llevándolo a través del Stargate, tomando una pausa antes de entrar para mostrar la cara de una mujer en medio del ser.
Un largo tiempo después Samantha Carter es visitada por el extraterrestre Orlin, que se hizo humano porque estaba enamorado de ella. Él revela que fue un ascendido, pero fue castigado (expulsados de la comunidad por los Otros) por ayudar a una raza menor a construir un arma que usaron indebidamente: después de haberse defendido con éxito, quisieron usar el arma para atacar otros planetas. Los Otros eliminaron a toda la raza y obligaron a Orlin a permanecer en el planeta para asegurarse que nadie utilizara el arma de nuevo. Orlin sirve como ejemplo de que incluso un ser ascendido puede cometer errores y romper las reglas.  
Orlin se des-ascendió a sí mismo para poder ser plenamente humano y estar con Sam, pero conservó grandes conocimientos tecnológicos (conocimiento de los Antiguos), ya que utilizó un horno microondas, una tostadora, y grandes cantidades de fibra óptica y titanio para hacer una enorme esmeralda para Sam, y un pequeño Stargate en su sótano a fin de evitar que uno de los equipos SG reactivara el arma. Se le dio la capacidad de ascender de nuevo por parte de "Los Otros" después de que trató de desconectar el dispositivo inestable y recibió un disparo.
Otra Ascendida que rompió las reglas es Athar, que utilizó sus poderes para defender el planeta Próculus en la galaxia Pegaso de un ataque Wraith. Ella fue castigada de la misma manera, permitiéndole que continúe protegiendo de Próculus, pero confinada allí e incapaz de proteger otros planetas ni proteger extranjeros que busquen refugio en el planeta.

### Ascensión como un tema central
Finalmente, la Ascensión se convirtió en un tema central de Stargate SG-1, esto se ha hecho más notable desde el descubrimiento de Atlantis al final de la temporada 7.
En el capítulo "Meridian", Daniel Jackson, en el momento crítico, toma el núcleo de Naquadriah de un reactor nuclear, sin ningún tipo de traje que lo proteja de la radiación, salvando a millones de humanos extraterrestres, pero termina en una cama esperando la muerte. Como se está muriendo Oma Desala entra en contacto con él a través de una visión, en la que le ofrece ayudarle a Ascender. Daniel elige ascender en lugar de morir para poder ayudar a más gente.
Esto marcó la salida de Daniel de la serie durante la temporada 6, y es sustituido en el SG-1 por Jonas Quinn. Sin embargo, reapareció con frecuencia como una visión a sus amigos en su estado de ser ascendido. Fue visto nuevamente en el episodio "Abyss", cuando Jack O'Neill está siendo torturado hasta la muerte y revivido una y otra vez por Ba'al. Daniel se le aparece pero no puede ayudarlo, porque se lo impiden "Los Otros".
Daniel ofrece ayudar a Jack O'Neill sirviéndole como guía para Ascender, y describe el proceso como la apertura de la mente. Jack le implora que en lugar de eso, utilice sus poderes como un ser ascendido para "abrirle camino", pero no le está permitido por "Los Otros". Finalmente, Jack logra escapar por su cuenta. Daniel se le aparece de nuevo a Teal'c cuando éste se está muriendo después de una emboscada, pero esta vez sólo lo ayuda a mantenerse con vida y encontrar una forma de salir de su actual estado de delirio el tiempo suficiente para que el SGC pueda rescatarlo, una vez más, no hace nada aparte de estar con su amigo ("The Changeling").
Sin embargo, más tarde Daniel rompe las reglas para luchar contra el medio ascendido Anubis, antes de que ataque Abydos en "Full Circle". Pero es detenido por Oma Desala, que lo devuelve a su forma humana en un planeta extraterrestre sin recuerdos de su vida anterior o de su Ascensión. También salva Abydos Ascendiendo a toda su población antes de que la nave nodriza de Anubis incinere el planeta. Nada queda después de la explosión (ni siquiera el Stargate), pero los habitantes reaparecen por voluntad de los seres Ascendidos por última vez para decir adiós al SG-1.
Anubis es un "ascendido a medias", más que un mortal, pero menos poderoso que un ser plenamente ascendido. Fue puesto en ese estado como castigo para Oma Desala por haberlo ayudado a ascender. A Anubis se le permitió permanecer en este estado medio sólo mientras no utilizara ningún poder o conocimiento que no podría haber adquirido siendo un Goa'uld, pero incluso con estas limitaciones es mucho más poderoso que los demás Señores del Sistema, debido a su incapacidad para morir y la capacidad para utilizar tecnología antigua.
A partir de la temporada 8, los ascendidos Antiguos se dividen en dos grupos: "Los Otros" y los renegados que siguen a Oma Desala, que mientras todavía están limitados a no interferir en las vidas de los que habitan los planos inferiores son capaces de ayudar a otros a Ascender. En varias ocasiones "Los Otros" han tenido que intervenir para detener a los renegados de interferir en los planos inferiores. Cerca del final de la temporada 8, Daniel Jackson fue asesinado por RepliCarter, entonces intervino Oma Desala y envió el alma de Daniel al Astral Diner, donde se enfrentó a Anubis.
En la temporada 9, los Ori demostraron que un corazón puro no es necesario para la auto-Ascensión, ya que ellos, como mínimo, son tan sanguinarios y hambrientos de poder como los Goa'uld. Sin embargo, el hecho de que ellos y los Antiguos hayan existido sea de público conocimiento de toda la galaxia convirtió a la Ascensión en el objetivo 
espiritual y tecnológico final de todos los habitantes de la Vía Láctea, entre ellos el Comité Internacional de la Tierra; Richard Woolsey alienta a tomar enormes riesgos para el estudio de alguien que tiene la posibilidad de desbloquear algunos de los secretos de la Ascensión a los seres humanos.
Orlin más tarde se des-ascendió a sí mismo de nuevo para utilizar los conocimientos de los Antiguos y ayudar a Sam a curar la peste Ori que aflige a la Tierra, pero su nueva forma no podía conservar el conocimiento Antiguo mucho tiempo, por lo que se reencarnó en una forma de sí mismo pero mucho más joven, ya que el cerebro de un niño es capaz de retener más información que la de un adulto. En cualquier caso acaba sufriendo pérdidas de memoria irreparables y daño cerebral.

### Seres ascendidos como especie
En el universo Stargate, se creyó en un primer momento que los seres ascendidos eran invencibles y todopoderosos; este punto de vista cambió más tarde con el descubrimiento de que no pueden ver en Dimensiones alternativas, como se ve en "Arthur's Mantle", y que pueden ser enviados a planos más bajos por "Los Otros", o incluso destruidos por el Sangraal. Se demostró que en Stargate: el Arca de la Verdad que los Ori son, de hecho, destruidos por el arma de Merlín, el Sangraal, un proceso descrito en palabras simples por los Asgard como "dos ondas de energía que se cancelan la una a la otra".